# Paki
Paki es un término étnico despectivo utilizado en el Reino Unido, dirigido hacia personas de ascendencia pakistaní y, por extensión, del sur de Asia (principalmente indias y bangladesíes), así como hacia musulmanes. Las referencias a este término han sido reemplazadas por el eufemismo «P-word» (la palabra con P).
El término también se utiliza peyorativamente en Canadá contra los canadienses del sur de Asia. El término migró a ese país alrededor de la década de 1970 con el aumento de la inmigración de personas del sur asiático. En 2008, un cartel de campaña de un candidato indocanadiense del Partido Liberal de Alberta en Edmonton fue desfigurado cuando se pintó con aerosol el insulto sobre él.

## Etimología
Paki es parte del exónimo Pakistán. Se deriva del término Pak (پاک) que significa «pureza» en persa, urdu y pastún. Antes de la creación del país, no existía ningún grupo étnico Pak o Paki. El nombre «Pakistán» (inicialmente como «Pakstan») fue acuñado por el estudiante de derecho de la Universidad de Cambridge y nacionalista musulmán de la entonces India británica Rahmat Ali, y fue publicado el 28 de enero de 1933 en el panfleto Now or Never, que fue el nombre adoptado para el país después de la partición de la India en 1947 y la independencia del Raj británico.

## Historia
El uso del término en inglés se registró por primera vez en 1964, durante un período de aumento de la inmigración del sur de Asia al Reino Unido. En ese momento, tenía un uso muy mixto; a menudo se usaba como un insulto. Si bien puede parecer que solo se dirigiría a los pakistaniés, también se ha dirigido a indios y bangladesíes, así como a personas de otros grupos demográficos que se parecen físicamente a los del sur de Asia. A partir de fines de la década de 1960, y alcanzando su punto máximo en las décadas de 1970 y 1980, las bandas violentas opuestas a la inmigración participaron en ataques conocidos como «Paki-bashing», que tenían como objetivo y atacaban a los surasiáticos y las empresas de su propiedad, y ocasionalmente a otras minorías étnicas. El Paki-bashing se volvió más común después del discurso Ríos de sangre de Enoch Powell en 1968; Las encuestas de la época mostraban que la retórica antiinmigrante de Powell contaba con el apoyo de la mayoría de la población blanca de la época. 
Los ataques contra los pakistaníes alcanzaron su punto máximo durante los años 1970 y 1980, y los atacantes solían ser partidarios de movimientos fascistas, racistas y antiinmigrantes de extrema derecha, incluidos los skinheads del poder blanco, el Frente Nacional y el Partido Nacional Británico. Estos ataques se solían denominar «ataques contra los pakistaniés» o «terror de los skinheads», y fueron alimentados en parte por la retórica antiinmigrante y antipakistaní de los medios de comunicación de la época, y por fallas sistémicas de las autoridades estatales. Los asiáticos fueron estereotipados con frecuencia como «débiles» o «pasivos», y los paquistaníes eran vistos como «objetos pasivos» y «reacios a contraatacar», lo que los convertía en blancos fáciles para los extremistas. El comité de la Campaña Conjunta Contra el Racismo informó que se habían producido más de 20.000 ataques racistas contra británicos de color, incluidos británicos de origen surasiático, durante 1985.